# 鷹森孝
鷹森 孝（たかもり たかし、1888年（明治21年）1月9日 - 1968年（昭和43年）4月27日）は、日本陸軍の軍人。最終階級は陸軍中将。

## 経歴
三重県出身。津市長・黒川佐太郎の四男として生れ、陸軍少佐・鷹森赳夫の養子となる。名古屋陸軍地方幼年学校、中央幼年学校を経て、1908年（明治41年）5月、陸軍士官学校（20期）を卒業。同年12月、歩兵少尉に任官し歩兵第51連隊付となった。
歩兵第51連隊中隊長、歩兵第75連隊中隊長、第19師団副官、近衛歩兵第3連隊付、豊島師範学校配属将校、歩兵第68連隊付、独立守備歩兵第3大隊付などを歴任。1936年（昭和11年）8月、陸軍大佐に昇進し独立守備歩兵第3大隊長に就任。翌年8月、歩兵第68連隊長となり日中戦争に出征。南京攻略戦、徐州会戦などに参戦した。陸軍予科士官学校生徒隊長を経て、1939年（昭和14年）3月、陸軍少将に進級。
1940年（昭和15年）3月、琿春駐屯隊長となり、1941年（昭和16年）10月、陸軍中将に進み、第11師団長に親補され満州に駐屯した。1945年（昭和20年）4月、第12軍司令官に就任し、華北での作戦に従事し終戦を鄭州で迎えた。1946年（昭和21年）7月に復員。
1947年（昭和22年）11月28日、公職追放仮指定を受けた。

## 栄典
位階
- 1909年（明治42年）3月1日 - 正八位[2]

勲章
- 1940年（昭和15年）8月15日 - 紀元二千六百年祝典記念章[3]
- 1942年（昭和17年）8月19日 - 勲一等瑞宝章[4]

## 親族
- 兄 川村尚武（陸軍中将）